# Zoë Wicomb
Zoë Wicomb, född 1948 i Kapprovinsen, är en sydafrikansk författare. Wicomb studerade konstvetenskap vid University of the Western Cape i Kapstaden. 1970 flyttade hon till England där hon studerade litteratur vid University of Reading och arbetade som lärare i Nottingham. Hon bor nu åter i Sydafrika och undervisar vid den engelska institutionen vid University of the Western Cape. Två av hennes verk finns översatta till svenska, hennes debut Du kan inte gå vilse i Kapstaden från 1987, en samling noveller som utspelar sig under Apartheideran och som delvis är självbiografisk. Vidare har även hennes roman bländad av ljus från 2006 översatts till svenska vilken gavs ut av Bokförlaget Tranan 2011. 

### Skönlitteratur
- You Can't Get Lost in Cape Town, 1987 (översättningen till svenska Du kan inte gå vilse i Kapstaden utgiven 1988)
- David's Story, 2000
- Playing in the Light, 2006 (översättningen till svenska Bländad av ljuset utgiven 2011)
- The One That Got Away, 2008
- October, 2014

### Facklitteratur
- "Shame and Identity: The Case of the Coloured in South Africa", Writing South Africa: Literature, Apartheid, and Democracy, 1970-1995, redaktör: Derek Attridge & Rosemary Jolly (Cambridge University Press, 1998), s:91-107.
- "Setting Intertextuality and the Resurrection of the Postcolonial", Journal of Postcolonial Writing 41(2), November, 2005:144-155.